# 3303 Merta
3303 Merta (1967 UN) là một tiểu hành tinh vành đai chính được phát hiện ngày 30 tháng 10 năm 1967 bởi L. Kohoutek ở Bergedorf.